# William Bate Hardy
William Bate Hardy FRS (Birmingham, 6 de abril de 1864 — Cambridge, 23 de janeiro de 1934) foi um biólogo e nutricionista britânico.
Masters of Arts na Universidade de Cambridge, onde conduziu pesquisas bioquímicas. Foi o primeiro a sugerir a Ernest Starling o termo hormônio.
Foi eleito membro da Royal Society em junho de 1902, apresentando a Croonian Lecture em 1905 e a Bakerian Lecture em 1925. Foi laureado com a Medalha Real em 1926.